# Piotr Namysł
Piotr Namysł (ur. 6 maja 1944 w Warszawie, zm. 17 grudnia 2016) – polski architekt.

## Życiorys
Absolwent Wydziału Architektury Politechniki Gdańskiej w 1968. Ukończył też (1971) Podyplomowe Studium Projektowania Obiektów Służby Zdrowia na Politechnice Warszawskiej. Od 1968 pracował w poznańskim "Miastoprojekcie". Kierował tam pracownią Budownictwa Służby Zdrowia. Od 1993 do 2003 prowadził wraz z żoną (Barbarą Namysł) biuro projektowe "Namysł - Namysł i partnerzy". Był członkiem i sędzią konkursowym SARP oraz laureatem (wraz z żoną) Honorowej Nagrody SARP Oddziału Poznańskiego w 2011. 
21 grudnia 2016 pochowany został na cmentarzu w Przeźmierowie.

## Realizacje
Zrealizował samodzielnie lub w zespole m.in.:
- Szpital Wojewódzki w Poznaniu (ostatnia faza projektowania, współpraca),
- Szpital MSW w Poznaniu (współpraca),
- Szpital Miejski nr 2 w Kaliszu (z Henrykiem Marcinkowskim),
- Szpital przy ul. Polnej w Poznaniu (budynek diagnostyczno-zabiegowy),
- Collegium Stomatologicum w Poznaniu,
- hotele pielęgniarskie w Poznaniu (ul. Dojazd), Kaliszu i Puszczykowie (współpraca),
- osiedle Wilczak-Ugory w Poznaniu,
- domy jednorodzinne w różnych miejscowościach[2].

## Odznaczenia
Otrzymał m.in.: Złoty Krzyż Zasługi, Złotą Odznakę SARP (1988), Złotą Odznakę IARP, Honorową Odznakę Miasta Poznania.